# Fruitdale (Califòrnia)
Fruitdale és una població dels Estats Units a l'estat de Califòrnia. Segons el cens del 2000 tenia 895 habitants.

## Demografia
Segons el cens del 2000, Fruitdale tenia 895 habitants, 348 habitatges, i 212 famílies. La densitat de població era de 1.279,9 habitants/km².
Dels 348 habitatges en un 30,7% hi vivien nens de menys de 18 anys, en un 46,8% hi vivien parelles casades, en un 10,6% dones solteres, i en un 38,8% no eren unitats familiars. En el 28,2% dels habitatges hi vivien persones soles el 7,2% de les quals corresponia a persones de 65 anys o més que vivien soles. El nombre mitjà de persones vivint en cada habitatge era de 2,49 i el nombre mitjà de persones que vivien en cada família era de 3,07.
Per edats la població es repartia de la següent manera: un 21,8% tenia menys de 18 anys, un 6,6% entre 18 i 24, un 39,1% entre 25 i 44, un 22,7% de 45 a 60 i un 9,8% 65 anys o més.
L'edat mediana era de 37 anys. Per cada 100 dones de 18 o més anys hi havia 94,4 homes.
La renda mediana per habitatge era de 58.750 $ i la renda mediana per família de 94.224 $. Els homes tenien una renda mediana de 45.781 $ mentre que les dones 37.031 $. La renda per capita de la població era de 30.724 $. Entorn del 3% de les famílies i el 6,6% de la població estaven per davall del llindar de pobresa.

## Poblacions properes
El següent diagrama mostra les poblacions més properes.